# Unterseeboot U-98 (1917)
Pour les autres navires du même nom, voir Unterseeboot 98.
L'Unterseeboot U-98 est l’un des 329 sous-marins servant dans la marine impériale allemande pendant la Première Guerre mondiale. Il a participé à la guerre navale et a pris part à la première bataille de l'Atlantique.

## Conception
Les sous-marins de type U 93 ont été précédés par les sous-marins de type U 87, plus courts. L'U-98 avait un déplacement de 838 tonnes en surface et 1000 tonnes en immersion. Il avait une longueur hors tout de 71,55 m, et 56,05 m pour la coque sous pression, un maître-bau de 6,30 m, une hauteur de 8,25 m et un tirant d'eau de 3,95 m. Le sous-marin était propulsé par deux moteurs de 2400 ch (1800 kW) en surface et par deux moteurs de 1200 ch (880 kW) en immersion. Il avait deux arbres d'hélice. Il était capable de fonctionner jusqu’à 50 mètres.
La vitesse maximale du sous-marin était de 16,8 nœuds (31,1 km/h) en surface et de 8,6 nœuds (15,9 km/h) en immersion. Il pouvait parcourir 9020 milles marins (16710 km) à 8 nœuds (15 km/h) en surface et 52 milles marins (96 km) à 5 nœuds (9,3 km/h) en immersion. L'U-98 était armé de six tubes lance-torpilles de 50 centimètres, quatre à l’avant et deux à l’arrière, de douze à seize torpilles et d’un canon de pont de 8,8 cm SK L/30. Il avait un équipage de trente-six hommes : trente-deux matelots et quatre officiers.

## Affectations
- Flottille IV : du 9 septembre 1917 au 11 novembre 1918.

## Commandants
- Kapitänleutnant Curt Beitzen[3] : du 31 mai au 24 novembre 1917.
- Oberleutnant zur See Walter Strasser[4] : du 25 novembre au 21 décembre 1917.
- Kapitänleutnant Rudolf Andler[5] : du 22 décembre 1917 au 11 novembre 1918.

## Navires coulés
| Date            | Nom      | Nationalité | Tonnage | Destin.   |
| --------------- | -------- | ----------- | ------- | --------- |
| 24 mars 1918    | Anchoria | Royaume-Uni | 5430    | Endommagé |
| 26 mai 1918     | Janvold  | Norvège     | 1366    | Coulé     |
| 14 juillet 1918 | Maurice  | France      | 115     | Coulé     |
| 31 juillet 1918 | Alkor    | Norvège     | 269     | Coulé     |